# Gamer
Gamer é alguém que joga jogos interativos, seja videogames, jogos de RPG de mesa, jogos de cartas baseados em habilidades ou qualquer combinação desses, e que costuma jogar por longos períodos de tempo. Originalmente um hobby, os jogos evoluíram para uma profissão, com jogadores competindo rotineiramente por dinheiro, prêmios ou distinções. Em alguns países, como Estados Unidos, Reino Unido e Austrália, o termo "gaming" pode se referir a jogos de azar, que podem assumir formas tradicionais e digitais, como os jogos de azar on-line. Há muitas comunidades de jogadores diferentes em todo o mundo. Desde o advento da internet, muitas comunidades assumem a forma de fóruns na Internet ou comunidades virtuais do YouTube ou da Twitch, bem como clubes presenciais. Em 2021, estimava-se que havia 3,24 bilhões de jogadores em todo o mundo.
O termo gamer significava originalmente apostador e tem sido usado desde pelo menos 1422, quando as leis da cidade de Walsall, Inglaterra, se referiam a "qualquer jogador de dados, jogador de cartas, jogador de tênis ou outro jogador ilegal". Entretanto, essa descrição não foi adotada nos Estados Unidos, onde passou a ser associada a outros passatempos. Nos EUA, eles surgiram como wargames. Os wargames foram originalmente criados como uma ferramenta militar e de estratégia. Quando Dungeons & Dragons foi lançado, ele foi originalmente comercializado como um jogo de guerra, mas depois foi descrito por seus criadores como um jogo de interpretação de papéis (RPG). Eles chamavam seus jogadores de "gamers" e foi aí que a palavra mudou de definição, de alguém que aposta para alguém que joga jogos de tabuleiro e/ou videogames.

## Tipos e dados demográficos

### Jogador profissional
Os jogadores profissionais, pro-players ou cyber-atletas geralmente jogam videogames por prêmios em dinheiro ou salários. Normalmente, essas pessoas estudam profundamente o jogo para dominá-lo e, em geral, para jogar em competições como eSports. Um jogador profissional também pode ser outro tipo de jogador, como um hardcore gamer, se atender aos critérios adicionais para esse tipo de jogador. Em países da Ásia, especialmente na Coreia do Sul e na China, os jogadores e equipes profissionais são patrocinados por grandes empresas e podem ganhar mais de US$ 100.000 por ano. Em 2006, a Major League Gaming contratou vários jogadores de Halo 2, incluindo Tom "Tsquared" Taylor e membros da Team Final Boss, com acordos anuais de US$ 250.000. Muitos jogadores profissionais acreditam que as competições podem proporcionar uma quantia substancial de dinheiro para seu sustento. Entretanto, muitas vezes, esses jogadores populares podem encontrar opções ainda mais lucrativas. Uma dessas opções é o streaming. Esses jogadores que tiram um tempo de suas vidas para fazer transmissões ganham dinheiro com elas, geralmente por meio de patrocínios de grandes empresas que buscam um novo público ou de doações de fãs. 

### Casualização
A casualização é uma tendência nos videogames para jogos mais simples que atraem um público maior, especialmente mulheres ou idosos. Alguns desenvolvedores, na esperança de atrair um público mais amplo, simplificam ou removem aspectos da jogabilidade em gêneros e franquias estabelecidos. Em comparação com títulos seminais como DOOM, os jogos de ação mais recentes para o mercado de massa, como a série Call of Duty, são menos sensíveis à escolha ou à habilidade do jogador, aproximando-se do status de filmes interativos.
A tendência dos jogos casuais é criticada por alguns jogadores que se identificam como tal e enfatizam a jogabilidade, ou seja, as atividades realizadas em um jogo. De acordo com Brendan Keogh, essas são atividades inerentemente masculinas, como lutar e exercer domínio. Ele diz ainda que os jogos preferidos pelas mulheres são experiências mais passivas, e os jogadores do sexo masculino ridicularizam a falta de interatividade nesses jogos por causa dessa associação com a feminilidade. Contrariando essas tendências, jogos como The Sims ou Minecraft têm alguns dos maiores públicos do setor e, ao mesmo tempo, são muito complexos. De acordo com Joost van Dreunen, da SuperData Research, as meninas que jogam Minecraft são "tão 'hardcore' quanto as que jogam Counter-Strike". Dreunen diz que estar no controle do ambiente de um jogo agrada igualmente a meninos e meninas. Leigh Alexander argumentou que o fato de atrair as mulheres não implica necessariamente na redução da dificuldade ou da complexidade.

### Dados demográficos
Os jogos são estereotipicamente associados a jovens do sexo masculino, mas a diversidade do público tem aumentado constantemente ao longo do tempo. Esse estereótipo existe mesmo entre a maioria das mulheres que jogam videogames regularmente. Entre os jogadores que usam a mesma categoria de dispositivo (por exemplo, console ou telefone), os padrões de jogo são praticamente os mesmos entre homens e mulheres. A diversidade é impulsionada, em parte, por novas plataformas de hardware. A expansão do público foi catalisada pelos esforços da Nintendo para alcançar novos grupos demográficos. A penetração no mercado de smartphones com recursos de jogos expandiu ainda mais o público, já que, ao contrário dos consoles ou PCs de última geração, os jogos em telefones celulares exigem apenas dispositivos que os não jogadores provavelmente já possuem.
Embora 48% das mulheres nos Estados Unidos afirmem ter jogado videogame, apenas 6% se identificam como gamers, em comparação com 15% dos homens que se identificam como gamers. Isso aumenta para 9% entre as mulheres de 18 a 29 anos, em comparação com 33% dos homens nessa faixa etária. Metade das mulheres que jogam PC nos EUA se considera uma jogadora essencial ou hardcore. A conotação de "gamer" com o sexismo à margem da cultura dos jogos fez com que as mulheres ficassem menos dispostas a adotar o rótulo.
As minorias raciais que responderam à Pew Research tinham maior probabilidade de se descreverem como gamers, com 19% dos hispânicos se identificando como gamers, em comparação com 11% dos afro-americanos e 7% dos brancos. O cenário competitivo de jogos de luta é conhecido por ser particularmente tolerante e diversificado em termos raciais. Isso é atribuído à sua origem nos fliperamas, onde os concorrentes se encontravam cara a cara e a barreira de entrada era de apenas um quarto de dólar. Apenas 4% das pessoas com 50 anos ou mais se identificaram como gamers.

## Avatar
Criar um avatar pode ser uma das primeiras interações que um jogador em potencial faz para se identificar na comunidade de jogos. Um avatar, nome de usuário, nome de jogo, apelido, tag de jogador, nome de tela ou identificador é um nome (geralmente um pseudônimo) adotado por um jogador de videogame, geralmente usado como a principal identificação preferida na comunidade de jogos. O uso de nomes de usuário costuma ser mais comum em jogos com suporte a vários jogadores on-line ou em convenções de esportes eletrônicos. Embora alguns jogadores conhecidos usem apenas seu nome de usuário on-line, alguns adotaram o uso do nome de usuário dentro do nome real, normalmente apresentado como nome do meio, como Tyler "Ninja" Blevins ou Jay "sinatraa" Won.
Da mesma forma, uma tag de clã (clan tag) é um prefixo ou sufixo adicionado a um nome para identificar que o jogador está em um clã. Os clãs são geralmente um grupo de jogadores que jogam juntos como uma equipe contra outros clãs. Eles são mais comumente encontrados em jogos on-line, nos quais uma equipe pode enfrentar a outra. Os clãs também podem ser formados para criar afiliações de base livre, talvez por todos serem fãs do mesmo jogo ou simplesmente jogadores que têm laços pessoais próximos uns dos outros. Uma tag de equipe (team tag) é um prefixo ou sufixo adicionado a um nome para identificar que o jogador faz parte de uma equipe. As equipes geralmente são subdivisões do mesmo clã e são consideradas nos circuitos de jogos como uma afiliação puramente competitiva. Esses jogadores geralmente estão em uma liga on-line, como a Cyberathlete Amateur League (C.A.L.) e sua empresa controladora, a Cyberathlete Professional League (C.P.L.), em que todos os jogadores agrupados eram rotulados como equipes e não clãs.

### Base lógica
As razões de um jogador usar um nome no jogo são semelhantes aos nomes artísticos que os atores usam em cena.[carece de fontes?] Como a forma de tratamento habitual em jogos de multijogador não é pelo verdadeiro nome de uma pessoa, incita-se que alguns inventem um pseudônimo criativo e único que pelo qual eles desejam ser universalmente conhecidos.[carece de fontes?]
Nomes de usuário diferenciam-se de nomes de jogos em que eles são principalmente usados para identificar uma conta de usuário em um sistema de computador, antes que fornecer um nome alternativo de um jogador. A única exceção a isto é se um jogador decidir fazer ambos o mesmo.[carece de fontes?]